# Призовое
Призовое (укр. Призове) — село,
Варваровский сельский совет,
Юрьевский район,
Днепропетровская область,
Украина.
Код КОАТУУ — 1225980515. Население по переписи 2001 года составляло 133 человека .

## Географическое положение
Село Призовое находится на правом берегу реки Малая Терновка,
выше по течению на расстоянии в 1 км расположено село Весёлая Горка,
ниже по течению на расстоянии в 1,5 км расположено село Вязовское-Водяное,
на противоположном берегу — село Варваровка.